# Jagniewice
Jagniewice (prononciation : [jaɡɲɛˈvit͡sɛ]) est un village polonais de la gmina de Skoki dans le powiat de Wągrowiec de la voïvodie de Grande-Pologne dans le centre-ouest de la Pologne.
Il se situe à environ 9 kilomètres à l'est de Skoki (siège de la gmina), 18 kilomètres au sud de Wągrowiec (siège du powiat), et à 36 kilomètres au nord-est de Poznań (capitale de la Grande-Pologne).
Le village possédait une population de 132 habitants en 2006.

## Histoire
De 1975 à 1998, le village faisait partie du territoire de la voïvodie de Poznań.

Depuis 1999, Jagniewice est situé dans la voïvodie de Grande-Pologne.